# قتاد عطري
القَتَاد العطري (باللاتينية: Astragalus odoratus) نوع نباتي عشبي من جنس القتاد.

## البيئة والانتشار
موطنه بلاد الشام والقوقاز والبلقان.

## مرادفات للاسم العلمي
- (باللاتينية: Tragacantha odoratus (Lam.) Kuntze)